# Saison 2 de The Big Bang Theory
Chronologie
Saison 1 Saison 3
Cet article présente les vingt-trois épisodes de la deuxième saison de la série télévisée américaine The Big Bang Theory.

## Généralités
Au Canada, la série était absente de l'horaire automne 2008 du réseau CTV, mais quelques épisodes sont diffusés en décembre durant la pause de Dancing with the Stars. Elle revient à l'horaire en simultané en janvier 2009.

## Synopsis
Leonard Hofstadter et Sheldon Cooper vivent en colocation à Pasadena, une ville de l'agglomération de Los Angeles. Ce sont tous deux des physiciens surdoués, « geeks » de surcroît. C'est d'ailleurs autour de cela qu'est axée la majeure partie comique de la série. Ils partagent quasiment tout leur temps libre avec leurs deux amis Howard Wolowitz et Rajesh Koothrappali pour, par exemple, jouer à Halo, organiser un marathon de films Superman, jouer au Boggle klingon ou discuter de théories scientifiques très complexes. Leur univers routinier est alors perturbé lorsqu'une jolie jeune femme, Penny, s'installe dans l'appartement d’en face. Leonard a immédiatement des vues sur elle, va tout faire pour la séduire pour l'intégrer au groupe et à leur univers auquel elle ne connaît rien…

## Distribution

### Acteurs principaux
- Johnny Galecki (VF : Fabrice Josso) : Leonard Hofstadter
- Jim Parsons (VF : Fabrice Fara) : Sheldon Cooper
- Kaley Cuoco (VF : Laura Préjean) : Penny
- Simon Helberg (VF : Yoann Sover) : Howard Wolowitz
- Kunal Nayyar (VF : Jérôme Berthoud) : Rajesh « Raj » Koothrappali

### Acteurs récurrents
- Sara Gilbert (VF : Patricia Marmoras) : Leslie Winkle[3]
- Sara Rue (VF : Marie-Eugénie Maréchal) : Dr Stephanie Barnett
- John Ross Bowie (VF : Christophe Lemoine) : Barry Kripke
- Christine Baranski (VF : Josiane Pinson) : Dr Beverly Hofstadter, la mère de Leonard
- Kevin Sussman (VF : Gérard Malabat) : Stuart Bloom

### Invités
- Charlie Sheen (VF : Olivier Destrez) : lui-même (épisode 4)
- Octavia Spencer : inspecteur au service des permis de conduire (épisode 5)
- Summer Glau (VF : Olivia Luccioni) : elle-même (épisode 17)
- George Smoot (Prix Nobel de physique 2006) : lui-même (épisode 17)

## Liste des épisodes

### Épisode 1:Un secret bien gardé
- États-Unis : 22 septembre 2008 sur CBS
- France : 4 avril 2009 sur TPS Star
- Québec : 24 octobre 2012 sur VRAK.TV

- États-Unis : 9,36 millions de téléspectateurs[4] (première diffusion)

- Leonard analyse le dessert de Penny dès la fin de leur premier rendez-vous, en tachant de lui expliquer que son yaourt n'est que du lait glacé épaissi avec un gel de carraghénane.
- Sheldon invente un jeu de mots faisant référence à la maladie de Lyme : il prétend avoir plus de tics qu'un laboratoire travaillant sur cette maladie véhiculée par les tiques.
- Sheldon dispose d'un sac d'évacuation d'urgence préparé selon les recommandations et faisant référence à la Sécurité Intérieure ainsi qu'à Sarah Connor.
- Ayant avalé une forte dose de Valium, Sheldon avoue que sa mère fume en cachette.

### Épisode 2:Le flirt de Leonard
- États-Unis : 29 septembre 2008 sur CBS
- France : 4 avril 2009 sur TPS Star
- Québec : 30 octobre 2012 sur VRAK.TV

- États-Unis : 8,76 millions de téléspectateurs[5] (première diffusion)

- Sheldon critique la Fête de la Renaissance car il a remarqué énormément d'anachronismes.
- Sheldon affirme qu'il sait ne pas être dans la Matrice, car si c'était le cas, la nourriture serait meilleure, faisant référence au film  Matrix.
- Alors que sa mère lui avait envoyé sa vieille Nintendo 64, Sheldon se retrouve à jouer à une émulation de Mario 64 sur son ordinateur dans les escaliers.
- Sheldon argumente que s'il va au cinéma seul et s'étouffe avec son popcorn, il ne peut pas savoir si quelqu'un pourra lui appliquer la méthode de Heimlich.
- Penny fait référence au chat de Schrödinger.
- Sheldon et Leslie sont en conflit car ils soutiennent respectivement la théorie des cordes et la gravitation quantique à boucles.

### Épisode 3:La sublimation barbare
- États-Unis : 6 octobre 2008 sur CBS
- France : 4 avril 2009 sur TPS Star
- Québec : 31 octobre 2012 sur VRAK.TV

- États-Unis : 9,33 millions de téléspectateurs[6] (première diffusion)

- L'équipe réalise une expérience, en déposant de l'amidon de maïs hydraté sur un caisson de chaine hi-fi, le liquide se comporte comme un fluide non-newtonien rendu solide par les basses du haut-parleur.

### Épisode 4:L'équivalence du griffon
- États-Unis : 13 octobre 2008 sur CBS
- France : 11 avril 2009 sur TPS Star
- Québec : 6 novembre 2012 sur VRAK.TV

- États-Unis : 9,36 millions de téléspectateurs[7] (première diffusion)

- Charlie Sheen (lui-même)

- Le nom de la planète découverte par Raj a pour code « 2008-NQ Sub-17 ».
- Leonard compare le sourire de Sheldon à celui du Joker dans Batman.
- Une référence est faite à la série Les Simpson lorsqu'Howard compare Raj à Apu, le gérant indien de l'épicerie de Springfield.
- Sheldon propose de remplacer Raj par un automate d'Abraham Lincoln doté d’une intelligence artificielle. Finalement, Leonard conclut que l'ami de remplacement idéal serait Iron Man.

### Épisode 5:L'Alternative d'Euclide
- États-Unis : 20 octobre 2008 sur CBS
- France : 11 avril 2009 sur TPS Star
- Québec : 7 novembre 2012 sur VRAK.TV

- États-Unis : 9,28 millions de téléspectateurs[8] (première diffusion)

Octavia Spencer : (inspecteur au service des permis de conduire)
Leonard se trouvant dans l'incapacité de conduire Sheldon au travail, celui-ci demande à Penny de le conduire à sa place. Sheldon en profite pour lui faire des remarques sur sa conduite, lui poser des devinettes et jouer à des « jeux » qui n'amusent que lui jusqu'à ce que Penny l'évacue de sa voiture. Pour rentrer chez lui, Sheldon demande à Howard mais il conduit à moto ce qui fait particulièrement peur à Sheldon. Howard l'abandonne en cours et c'est Raj qui le reconduit.
- Leonard travaille de nuit pour pouvoir utiliser le laser à électrons libres dans ses expériences sur les rayons X.
- D'après l'énigme que Sheldon pose à Penny, le nom de rue le plus répandu aux États-Unis n'est pas First Street mais Second Street.
- Sheldon cite plusieurs éléments du tableau périodique de Mendeleiev, dont le meitnerium.
- Sheldon fait référence à Albert Einstein en disant ne pas voir l'intérêt de passer son permis de conduire, puisque celui-ci ne l'avait pas.
- La dernière scène avec Sheldon pris sur le fait devant le distributeur fait référence aux films d'épouvante comme Dracula.

### Épisode 6:Le théorème Cooper-Nowitzki
- États-Unis : 3 novembre 2008 sur CBS
- France : 18 avril 2009 sur TPS Star
- Québec : 13 novembre 2012 sur VRAK.TV

- États-Unis : 9,67 millions de téléspectateurs[9] (première diffusion)

- Riki Lindhome (Ramona Nowitzki)

- Leonard fait une démonstration de physique à des étudiants, au cours de laquelle il renverse accidentellement du jus de fruit sur un laser hélium-néon.
- Sheldon tente (avec le soutien de Ramona) de montrer comment des neutrinos peuvent émerger d'un condensat de cordes.
- Pour communiquer secrètement avec Leonard en pleine nuit, Sheldon tape en morse contre le mur qui sépare leurs chambres.

### Épisode 7:La Vengeance de Sheldon
- États-Unis : 10 novembre 2008 sur CBS
- France : 18 avril 2009 sur TPS Star
- Québec : 14 novembre 2012 sur VRAK.TV

- États-Unis : 10,01 millions de téléspectateurs[10] (première diffusion)

Alors que les quatre garçons et Penny sont en train de manger, elle a la mauvaise idée de toucher une rondelle d'oignon de l'assiette de Sheldon. Celui-ci la prévient qu'elle en est déjà à son deuxième avertissement – les règles du groupe s'appliquant également à Penny depuis qu'elle fréquente les garçons, le premier étant dû à un e-mail qu'elle lui avait envoyé – et qu'au bout du troisième, elle serait bannie. Or, un peu plus tard, elle refuse de laisser à Sheldon sa place. Elle reçoit donc son troisième avertissement ainsi que la sentence liée.
- L'équipe joue à nouveau au boggle Klingon.
- Howard, en répétant One of Us, fait référence au film de Tod Browning, La Monstrueuse Parade. Dans ce film, cette phrase est répétée en boucle par les monstres lorsque Cléopâtre se voit proposer d'entrer dans la « famille ».
- Sheldon conclut devant Penny « qu'un grand pouvoir implique de grandes responsabilités », ceci fait référence au personnage de Spider-Man, lorsque Peter Parker prend conscience de ses pouvoirs de super-héros.

### Épisode 8:L'Expansion Lézard-Spock
- États-Unis : 17 novembre 2008 sur CBS
- France : 25 avril 2009 sur TPS Star
- Québec : 20 novembre 2012 sur VRAK.TV

- États-Unis : 9,76 millions de téléspectateurs[11] (première diffusion)

- Sara Rue (Stéphanie Burnett)

Alors que Raj et Sheldon tentent de se mettre d'accord sur le film qu'ils vont visionner, Howard les appelle à cause d'un problème technique sur le projet sur lequel il travaille. Lorsqu'ils arrivent tous les trois, ils apprennent qu'en fait, Howard a montré le labo et son projet à Stéphanie, une femme qu'il tentait de séduire. Howard demande à Raj et Sheldon d'effacer les traces de leur venue – l'erreur étant irréparable – et à Leonard de raccompagner Stéphanie.
Leonard plaisant plus à Stéphanie qu'Howard, ils s'embrassent dans la voiture et se revoient pour dîner ensemble et finissent au lit alors qu'Howard laisse plusieurs messages sur le répondeur de Stéphanie. Stéphanie finit par téléphoner à Howard pour lui dire la vérité alors que Leonard allait sonner chez lui dans le même but. Howard se sentant trahi, il décide de ne plus adresser la parole à Leonard.
- Raj et Sheldon dissertent sur la qualité de plusieurs séries et films : d'abord Star Trek: Deep Space Nine contre Saturn 3, puis Star Trek, le film contre Star Trek 5 : L'Ultime Frontière.
- Devant la futilité du jeu « papier-caillou-ciseaux », Sheldon propose d'inclure deux éléments de plus dans le jeu pour obtenir plus de combinaisons : « papier-caillou-ciseaux-lézard-Spock ».
- Sheldon ne peut se résoudre à regarder la série Star Wars: The Clone Wars avant d'avoir vu Star Wars: The Clone Wars, le film, afin de respecter l'ordre de George Lucas.
- Howard travaille sur le projet Mars Rover.

### Épisode 9:La Triangulation des asperges
- États-Unis : 24 novembre 2008 sur CBS
- France : 25 avril 2009 sur TPS Star
- Québec : 21 novembre 2012 sur VRAK.TV

- États-Unis : 10,19 millions de téléspectateurs[12] (première diffusion)

- Sara Rue (Stéphanie Burnett)

- En faisant l'inventaire des relations de Leonard, l'équipe se rend compte que la durée de ses aventures diminue de manière exponentielle et peut être modélisée par l'équation : y = 27/(12^n). Ils en concluent que sa relation actuelle n'aurait pas dû dépasser les 20 minutes.
- Leonard utilise le mot de passe « Kal-El » pour son compte Facebook.

### Épisode 10:L'Énigme Vartabedian
- États-Unis : 8 décembre 2008 sur CBS
- France : 2 mai 2009 sur TPS Star
- Québec : 27 novembre 2012 sur VRAK.TV

- États-Unis : 10,8 millions de téléspectateurs[13] (première diffusion)

- Sara Rue (Stéphanie Burnett)

- Leonard a signé une clause faisant de Sheldon son assistant s'il venait à posséder des super-pouvoirs.
- Pour les 12 ans de Sheldon, sa tante lui a offert un stéthoscope et un tensiomètre.

### Épisode 11:Les Cadeaux de Noël
- États-Unis : 15 décembre 2008 sur CBS
- France : 16 mai 2009 sur TPS Star
- Québec : 19 décembre 2012 sur VRAK.TV

- États-Unis : 11,42 millions de téléspectateurs[14] (première diffusion)

- Un grand débat occupe l'équipe, à savoir comment Superman fait pour garder un costume impeccablement propre.
- Dave Underhill fait l'admiration de la communauté scientifique car il a gagné le prix MacArthur grâce à ses travaux sur les positons de haute énergie prouvant l'existence de matière noire galactique.
- Noël, comme l'explique Sheldon, est un ancien rite païen datant de l'ère pré-chrétienne et repris par les Scandinaves.
- Le cadeau de Noël qu'offre Penny à Sheldon est une serviette de table signée de la main de Leonard Nimoy, l'acteur qui interprétait M. Spock dans la série Star Trek.

### Épisode 12:Le combat des robots
- États-Unis : 12 janvier 2009 sur CBS
- France : 16 mai 2009 sur TPS Star
- Québec : 28 novembre 2012 sur VRAK.TV

- États-Unis : 11,81 millions de téléspectateurs[15] (première diffusion)

L'équipe construit un robot tueur pour participer à un championnat de combat de robots. Ils le testent sur le micro-ondes, qui finit en miettes. Alors que Penny revient chez elle, le robot détruit la porte et fait brusquement irruption devant elle. Les garçons en profitent pour lui montrer leur robot.
Peu avant la compétition, un adversaire, Barry Kripke – un collègue à eux – les provoque en duel alors que leur ingénieur, Howard ne sort plus de chez lui depuis que Penny s'est mise en colère contre ses lourdes tentatives de drague. Les trois se rendent donc au rendez-vous pour le duel mais leur robot – malgré le fait que Sheldon ait tenté d'y apporter des améliorations – se fait vaincre par celui de Kripke.
- Le robot tueur de l'équipe s'appelle MONTE (« Mobile Omnidirectional Neutralization and Termination Eradicator » en anglais, soit « Machine Omnidirectionnelle de Neutralisation et Thermo-Eradication » en français). MONTE est équipé d'une scie circulaire mobile, d'une roue broyeuse en polycarbonate et d'un exosquelette en acier,  ce qui fait référence à Terminator.
- Le robot de Barry Kripke s'appelle le Kripke Krippler. Il est équipé de lames de scie dentelées, d'une lame rotative et d'un lance-flammes.
- Leonard compare Penny à Bruce Banner, qui se transforme en Hulk lorsqu'il se met en colère.

### Épisode 13:L'algorithme de l'amitié
- États-Unis : 19 janvier 2009 sur CBS
- France : 16 mai 2009 sur TPS Star
- Québec : 4 décembre 2012 sur VRAK.TV

- États-Unis : 11,10 millions de téléspectateurs[16] (première diffusion)

- Sheldon fait référence à la structure du tapioca qui en fait une gelée potentiellement mortelle, car il provient des racines de manihot esculenta qui sont riches en cyanure.
- Leonard pense que Sheldon ne peut pas se faire de nouveaux amis, à moins d'en fabriquer un comme Gepetto, faisant référence à Pinocchio.
- Quand Penny demande à Leonard comment Raj et Howard sont devenus amis avec Sheldon, il affirme l'ignorer et compare cette étrange amitié avec la formation du benzène.
- Sheldon pense avoir réussi à retranscrire un algorithme pour se faire des amis, d'où le titre.
- Sheldon ne pense pas pouvoir maintenir cinq amitiés en même temps, il décide d'exclure Raj de son cercle d'amis (temporairement) car il n'a pas répondu correctement à la question : « Quel est l'acide aminé préféré de Sheldon ? ». En effet, il répond que c'est la glutamine à la place de la lysine.

### Épisode 14:Petites dettes entre amis
- États-Unis : 2 février 2009 sur CBS
- France : 23 mai 2009 sur TPS Star
- Québec : 5 décembre 2012 sur VRAK.TV

- États-Unis : 10,89 millions de téléspectateurs[17] (première diffusion)

Les problèmes financiers de Penny s'aggravant, Sheldon propose de lui prêter de l'argent. Mais même avec ça, elle a juste assez pour payer son loyer. Leonard tente de l'aider et lui montre où elle pourrait faire des économies. Il apprend par la même occasion que Kurt, son ex-petit-ami, lui doit de l'argent. Il veut aller le récupérer et compte sur Raj, Howard et Sheldon pour l'aider. Ceux-ci commencent par refuser car Leonard et Sheldon avaient déjà tenté de récupérer le poste de télévision de Penny et ils étaient rentrés sans pantalon. Il finit néanmoins par les convaincre.
- Sheldon cache ses réserves d'argent dans une boite à serpentins et dans le derrière d'une figurine de Green Lantern.
- Sheldon, Raj et Wolowitz jouent au jeu Talisman et déclarent être en route pour une quête dans la vallée du feu, l'objectif au centre du plateau de ce jeu.

### Épisode 15:La mère de Léonard
- États-Unis : 9 février 2009 sur CBS
- France : 30 mai 2009 sur TPS Star
- Québec : 11 décembre 2012 sur VRAK.TV

- États-Unis : 13,11 millions de téléspectateurs[18] (première diffusion)

Peu après que Leonard a reçu un appel de sa mère le prévenant qu'elle venait passer quelques jours chez lui, Penny la croise dans les escaliers. La mère de Leonard étant psychiatre (en plus de neurobiologiste), elle la fait rapidement parler de son enfance et c'est en larmes que Penny toque chez Leonard pour lui annoncer que sa mère est arrivée. Sheldon et elle commencent à discuter et ils s'apprécient beaucoup l'un l'autre.
Le lendemain, alors que sa mère est partie faire un scanner de cerveau à Sheldon, Leonard va chez Penny boire avec elle. Une fois revenus, Sheldon et la mère de Leonard s'avouent l'un à l'autre qu'ils sont très à l'aise ensemble, ce qui est très étonnant car d'habitude, ils ne sont à l'aise avec personne. Leonard et Penny, ayant trop bu, commencent à s'embrasser et se retrouvent dans le lit de Penny. Leonard fait alors une remarque sur leurs mauvaise relation avec leurs parents respectifs, ce qui déplaît à Penny qui le met à la porte. En rentrant chez lui, il trouve sa mère et Sheldon en train de chanter et de danser devant le karaoke.
- Raj interprète Under the Bridge des Red Hot Chili Peppers au début de l'épisode ; Sheldon et la mère de Leonard chantent Any Way You Want It de Journey à la fin de l'épisode.
- La mère de Leonard est psychiatre et neuro-scientifique.
- Leonard a manifestement toujours souffert d'un manque affectif. À 5 ans, il était selon Freud au « stade phallique du développement psycho-sexuel » au cours duquel il agrippait souvent son pénis. À dix ans, il s'est construit une machine à câlins que son père lui empruntait souvent.
- Le père de Leonard est anthropologue.
- Le frère de Leonard a une chaire de professeur à Harvard et sa sœur vient de réaliser une greffe de pancréas humain sur un jeune singe dans le but de guérir le diabète. Leur mère considère Leonard comme le moins intelligent de ses enfants, ce qui lui vaut d'être comparé à Jar Jar Binks par ses amis, faisant référence à Star Wars.

### Épisode 16:Le Coussin irremplaçable
- États-Unis : 2 mars 2009 sur CBS
- France : 6 juin 2009 sur TPS Star
- Québec : 12 décembre 2012 sur VRAK.TV

- États-Unis : 10,94 millions de téléspectateurs[19] (première diffusion)

- Raj adapte une citation du film Apocalypse Now : « Comme j'aime l'odeur de la peinture au petit matin ». La vraie phrase est : « Comme j'aime l'odeur du napalm au petit matin ».
- Sheldon assimile sa place de canapé au seul point fixe dans un univers à quatre dimensions en perpétuel changement. Si cet univers s'exprimait par une fonction, les coordonnées cartésiennes de sa place de canapé au moment de s'y asseoir seraient : 0;0;0;0. Sheldon fait, à la fin de l'épisode, l'expérience du doute cartésien en se rendant compte que tout ce qu'il avait toujours tenu pour vrai était peut-être faux.
- La concentration est primordiale pour exceller dans une activité, d'après Sheldon. C'est pourquoi il explique que M. DeBakey n'organisait pas de mariages entre deux greffes cardiaques ou que Fleming n'était pas à la fois coiffeur et biologiste.
- Une erreur de scénario est à noter : le Schishuan Palace est supposé être fermé depuis 2 ans, alors que dans l'épisode final de la saison 1, épisode 17, Wolowitz apprend à Sheldon à parler mandarin pour qu'il puisse dialoguer avec les restaurateurs du Schishuan Palace (c'était un mensonge de Leonard pour que Sheldon soit déstabilisé).

### Épisode 17:Terminator dans le train
- États-Unis : 9 mars 2009 sur CBS
- France : 6 juin 2009 sur TPS Star
- Québec : 18 décembre 2012 sur VRAK.TV

- États-Unis : 9,46 millions de téléspectateurs[20] (première diffusion)

- Summer Glau (elle-même)
- George Smoot (lui-même)

- Le discours d'ouverture du symposium est donné par George Smoot, un physicien nobélisé.
- Quand Raj croit avoir bu de l'alcool, il peut parler aux femmes : c'est un effet placebo.
- Raj évoque le film Slumdog Millionaire.
- Lorsqu'il donne des indications par téléphone à Penny pour trouver sa clé USB, il la localise à côté d'une sphère d'Hoberman. Comme elle ne comprend pas, il lui explique qu'il s'agit d'un icosidodécaèdre pliable.

### Épisode 18:Les Fleurs de Penny
- États-Unis : 16 mars 2009 sur CBS
- France : 13 juin 2009 sur TPS Star
- Québec : 8 janvier 2013 sur VRAK.TV

- États-Unis : 9,76 millions de téléspectateurs[21] (première diffusion)

- Leonard joue aux échecs à obstacle laser, un jeu associant les échecs et un parcours dans un champ de lasers.
- Sheldon ne connait pas Radiohead et pense qu'il s'agit d'une station radio.
- Sheldon considère la caféine comme une drogue. Effectivement, le café a un effet particulièrement dopant sur lui puisqu'il se prend pour Flash.
- Pour se donner du courage, Penny et Sheldon entonnent la Chanson populaire Blow the Man Down.
- Pour convaincre Penny de ne pas abandonner, Sheldon cite en exemple Davy Crockett et Jim Bowie lors du siège de Fort Alamo.
- À la fin de l'épisode, Sheldon et Howard entonnent la Danse du Sabre d'Aram Khatchatourian lorsque Raj passe sous les lasers afin d'aller déjeuner.

### Épisode 19:La Juxtaposition de la prostituée morte
- États-Unis : 30 mars 2009 sur CBS
- France : 13 juin 2009 sur TPS Star
- Québec : 9 janvier 2013 sur VRAK.TV

- États-Unis : 9,77 millions de téléspectateurs[22] (première diffusion)

- Valerie Azlynn (Alicia)

Alors que les garçons et Penny sont en train de manger, celle-ci leur apprend que les voisins de dessus (au 5A) vont déménager, ce qui panique aussitôt Sheldon, qui craint que les nouveaux soient bruyants. Wolowitz veut s'installer au-dessus mais lorsque les trois autres viennent chez lui et sa mère pour l'aider à déménager, ils les entendent se disputer et Wolowitz prendre la décision de rester. Ce sera donc quelqu'un d'autre qui emménagera au 5A.
Dès que leur nouvelle voisine est arrivée, une jolie jeune fille du nom de Alicia, Sheldon s'assure qu'elle ne sera pas trop bruyante et Leonard, Raj et Howard s'empressent de l'aider à installer ses affaires, ce qui énerve Penny qui, dès sa première rencontre avec Alicia, ne l'aime pas vraiment.
- Sheldon adore imiter l'amiral Ackbar faisant référence au personnage issu du film Star Wars, épisode VI : Le Retour du Jedi.
- Pour reconquérir l'attention des garçons, Penny tente de leur raconter une blague de physiciens (qu'elle ne comprend quasiment pas), de s'inviter à une soirée Halo ou encore de leur offrir un repas chinois.
- Inconsciemment, Penny fait référence à Star Trek (ce qui la surprend elle-même quand elle s'en rend compte).
- Penny porte un t-shirt « Hillary 2008 » des primaires démocrates.

### Épisode 20:Le Bar à filles
- États-Unis : 13 avril 2009 sur CBS
- France : 20 juin 2009 sur TPS Star
- Québec : 15 janvier 2013 sur VRAK.TV

- États-Unis : 10,13 millions de téléspectateurs[23] (première diffusion)

Ce jeudi étant le troisième du mois, c'est le "jeudi imprévisible". Les garçons mangent donc thaï à la place des pizzas et ils décident d'aller au magasin de comics à la place du mercredi. Ils croisent Penny dans l'escalier qui décide de venir avec eux pour faire un cadeau à son neveu.
Une fois au comics book shop, Penny demande conseil pour son neveu à Stuart, le vendeur du magasin. Il commence à la draguer ce qui énerve plutôt Leonard. Le lendemain, lorsque les garçons reviennent avec leur nourriture chinoise et des anciens jeux vidéo, ils croisent Penny et Stuart qui vont à une galerie où Stuart, qui est artiste, expose. Leonard demande alors à Howard de l'emmener dans un bar où il y a des filles et Raj vient avec eux. Malheureusement pour eux, ils n'ont pas beaucoup de succès.
- Leur fameuse tradition du « jeudi tout est permis » est inspirée de l'émission The Mickey Mouse Club (où le jour équivalent est mercredi).
- Howard adapte l'équation de Drake (qui évalue les chances d'entrer en contact avec une civilisation extra-terrestre) pour calculer ses chances de coucher avec une fille d'après plusieurs paramètres tels que le nombre de femmes célibataires à Los Angeles, le nombre de celles le trouvant attirant et ce qu'il appelle le « coefficient de Wolowitz ».
- Divers échanges tournent autour des bandes dessinées du superhéros Spider-Man.
- Lorsque Leonard coupe la télé au milieu d'un épisode de Star Trek, Sheldon comprend qu'il est triste à cause de Penny et Stuart. Cet épisode est l'incursion Épreuves et Tribulations de Star Trek: Deep Space Nine et Star Trek, la série originale (bien qu'une erreur de doublage le nomme comme l'épisode Tribulations de la série originale, appelée par son nom québécois dans la version française).
- Vers la fin de son rencard avec Penny, Stuart a une discussion interminable avec Sheldon sur l'hypothétique successeur légitime de Bruce Wayne en tant que Batman (étant en désaccord parmi les deux premiers Robin).

### Épisode 21:Excursion à Vegas
- États-Unis : 27 avril 2009 sur CBS
- France : 20 juin 2009 sur TPS Star
- Québec : 16 janvier 2013 sur VRAK.TV

- États-Unis : 9,31 millions de téléspectateurs[24] (première diffusion)

- Jodi Lyn O'Keefe (la prostituée professionnelle)

Alors que les garçons sont en train de jouer, Leslie téléphone à Howard et le largue en lui disant : « Telle la pierre qui roule, je n'ai pas d'attache. » Tandis que Howard fond en larmes, Sheldon déclare qu'il y a une ville dans le Nevada qui est faite pour les gens qui ont des problèmes comme Howard. Comprenant rapidement qu'il parle de Las Vegas, les trois autres sont enthousiastes. Ils décident donc rapidement d'y partir.
Sheldon croise Penny dans les escaliers et lui fait part de son bonheur de passer la soirée seul et de pouvoir manger ce qu'il veut. Malheureusement, il se rend compte qu'il a oublié ses clefs à l'intérieur et est donc obligé de passer la nuit chez Penny, ce qui les embête très fort tous les deux.
- L'équipe joue au jeu des vingt questions : Sheldon perd par défaut contre ses amis à ce jeu car il choisit invariablement Spock comme sujet à deviner.
- Lors de ce jeu, Leonard et Raj comparent Z-6PO à un Sheldon doré, faisant référence à Star Wars.
- Encore à ce même jeu, Sheldon fait référence à Babylon 5.
- Raj s'amuse à dire « Vegas, baby! » comme l'acteur Vince Vaughn dans le film Swingers.
- Sheldon fait référence à la « Forteresse de Solitude » de Superman.

### Épisode 22:La Turbulence du matériel confidentiel
- États-Unis : 4 mai 2009 sur CBS
- France : 20 juin 2009 sur TPS Star
- Québec : 22 janvier 2013 sur VRAK.TV

- États-Unis : 9,25 millions de téléspectateurs[25] (première diffusion)

Les quatre garçons sont au magasin de bandes dessinées et Howard annonce que l'on va bien poser son système d'évacuation des déchets en apesanteur; ce qui fait beaucoup rire Raj lorsque Stuart, qui sort ce soir avec Penny, demande des conseils à Leonard pour que tout se passe bien. Celui-ci, plutôt embêté, dit à Stuart qu'il ne sait rien dire à froid et qu'ils en reparleront au téléphone. Une fois à revenu à l'appartement, il croise Penny qui lui demande également des conseils pour ce soir.
Sheldon et Leonard sont à la cafétéria de l'université lorsque le téléphone portable de ce dernier sonne. Leonard ne répond pas étant donné que c'est Stuart qui l'appelle et qu'il n'a pas envie de le conseiller. Stuart lui laisse un message vocal que Sheldon essaie de lui faire écouter alléguant que le magasin de comics est peut-être en feu. Soudain, Raj et Howard arrivent et celui-ci leur explique qu'il y a un problème dans son système d'évacuation et qu'il va lâcher après seulement dix utilisations.
On les retrouve à l'appartement avec une réplique exacte de l'appareil en train de tenter de trouver une solution lorsque Stuart sonne à la porte et demande à Leonard un conseil de dernière minute. Il lui dit d'aller très doucement avec Penny et de faire comme s'il avait peur d'elle.
Le lendemain, alors qu'ils n'ont toujours pas trouvé de solution pour le système d'évacuation d'Howard, Leonard va chez Penny pour lui demander comment s'est passée sa soirée avec Stuart. Elle lui dit que ce ne sont pas ses affaires et semble fâchée. Il va donc voir Stuart au magasin qui lui dit que ça s'est bien passé. Après avoir bu, ils ont commencé à s'embrasser dans la voiture mais que Penny a prononcé son nom à la place de celui de Stuart. Leonard s'excuse mais une fois dehors manifeste sa joie.
- Pour chambrer Howard sur son implication dans la conception de « toilettes » à son nom pour la Station spatiale internationale, Leonard fait un jeu de mots avec l'accroche emblématique de l'univers Star Trek.
- Après que Stuart lui a dit que le dernier numéro de Hellboy est renversant, Sheldon le compare au Grinch qui a gâché Noël et croit se venger en lui rendant la pareille avec le dernier numéro de Flash.
- Lorsque Howard déclare que c'est l'alerte rouge (à cause des toilettes), Sheldon lui demande s'il parle du jeu vidéo, Command and Conquer : Alerte rouge.
- Le début de la scène dans le salon rappelle le film Apollo 13.
- Quand Leonard cache à Stuart ce qu'ils font dans leur salon, il prétend refaire le projet Manhattan.
- Raj menace Leonard en affirmant que son comportement altère son karma et lorsque Sheldon s'étonne qu'il croie à une telle superstition, Raj lui répond que c'est quasiment newtonien en référence à la troisième loi.

### Épisode 23:L'Expédition monopolaire
- États-Unis : 11 mai 2009 sur CBS
- France : 27 juin 2009 sur TPS Star
- Québec : 23 janvier 2013 sur VRAK.TV

- États-Unis : 9,81 millions de téléspectateurs[26] (première diffusion)

Sheldon reçoit un courriel du président de l'université qui lui donne rendez-vous le matin à huit heures, ce qui le perturbe fort. Il réveille Leonard à deux heures du matin et lui explique qu'il a fait de même avec le président de l'université pour qu'il lui explique la raison de ce rendez-vous. Il s'agit en fait d'une proposition pour mener une expédition au pôle Nord tout l'été. Il hésite fortement car d'un côté il déteste aller dehors mais de l'autre, si l'expédition réussit, il pourrait être celui qui confirmera la théorie des cordes.
Au matin, il annonce à ses amis qui se réjouissent de le voir partir pour trois mois qu'il a accepté. Néanmoins, ayant besoin d'une équipe, il décide de les inclure au projet et leur demande de l'accompagner, ce qu'ils acceptent finalement.
- Ignorant la raison du rendez-vous avec le président de l'université, Sheldon se compare à une particule de Heisenberg, connaissant sa position ou sa vitesse mais pas les deux à la fois.
- Durant leur entraînement dans la chambre froide du Cheesecake Factory où travaille Penny, Raj est chargé par Sheldon de grimer une figurine de Legolas en Dick Van Dyke, et Howard de s'entraîner aux interventions chirurgicales avec une réplique du jeu de société Operation (nommé Docteur Maboul en français).
- À cette occasion, Sheldon fait référence à la scène du sauvetage de Luke Skywalker par Han Solo sur Hoth dans Star Wars, épisode V : L'Empire contre-attaque.
- Fidèle à leurs habitudes alimentaires, Leonard a emporté des plats thaïlandais lyophilisés.
- Une fois au pôle Nord, Raj et Howard proposent de regarder un film : Destination Zebra, station polaire ou The Thing.